# Kamond
Kamond är en ort (by) i provinsen Veszprém i västra Ungern. Orten har 439 invånare (2024), på en yta av 20,50 km². Den ligger cirka 27,5 kilometer väster om Ajka.